# Волков, Сергей Васильевич (химик)
Сергей Васильевич Волков (16 ноября 1935, Москва, РСФСР — 9 марта 2016, Киев, Украина) — украинский советский учёный в области физико-неорганической химии и химии ионных расплавов, основоположник научной школы высокотемпературной координационной химии. Академик Национальной академии наук Украины (1992), Заслуженный деятель науки и техники Украины (1998), Лауреат Государственной премии Украины в области науки и техники (1995).

## Биография
После окончания в 1959 году инженерного физико-химического факультета Московского химико-технологического института им. Д. И. Менделеева приглашён в Институт общей и неорганической химии АН УССР. С этим учреждением связана вся его профессиональная и научная деятельность, здесь он прошёл путь от инженера до директора института.
Автор уникальных методов высокотемпературной спектроскопии расплавов и паров неорганических соединений, основатель международной научной школы высокотемпературной координационной химии. Сформулировал определяющее понятие дискретного координационного соединения в расплавленном среде, определил основные признаки, обусловливающие его индивидуальность. Он обнаружил новые виды соединений в ионных расплавах: гетероядерные, жидкокристаллические, оксигенованные комплексы металлов, что существенно расширило возможности управления реакционной способностью расплавов. При непосредственном участии Сергея Васильевича открыт металлокомплексный катализ в расплавах при высоких температурах, получены новые летучие термостабильные соединения многих металлов, что позволило развить газофазовые методы формирования защитных и функциональных покрытий на конструкционных материалах.
Впервые на Украине организовал систематические исследования лазерохимических реакций и применен метод динамической голографии для изучения расплавов. Именно ему удалось развить квантовую химию координационных соединений в конденсированном состоянии, разработать теорию квантовых переходов, переноса электрона и вибронных эффектов в комплексах различного состава и симметрии. Много фундаментальных научных результатов Сергея Васильевича нашли применение в решении практических проблем цветной металлургии, электронной промышленности, приборостроения, в создании систем записи информации и тому подобное.

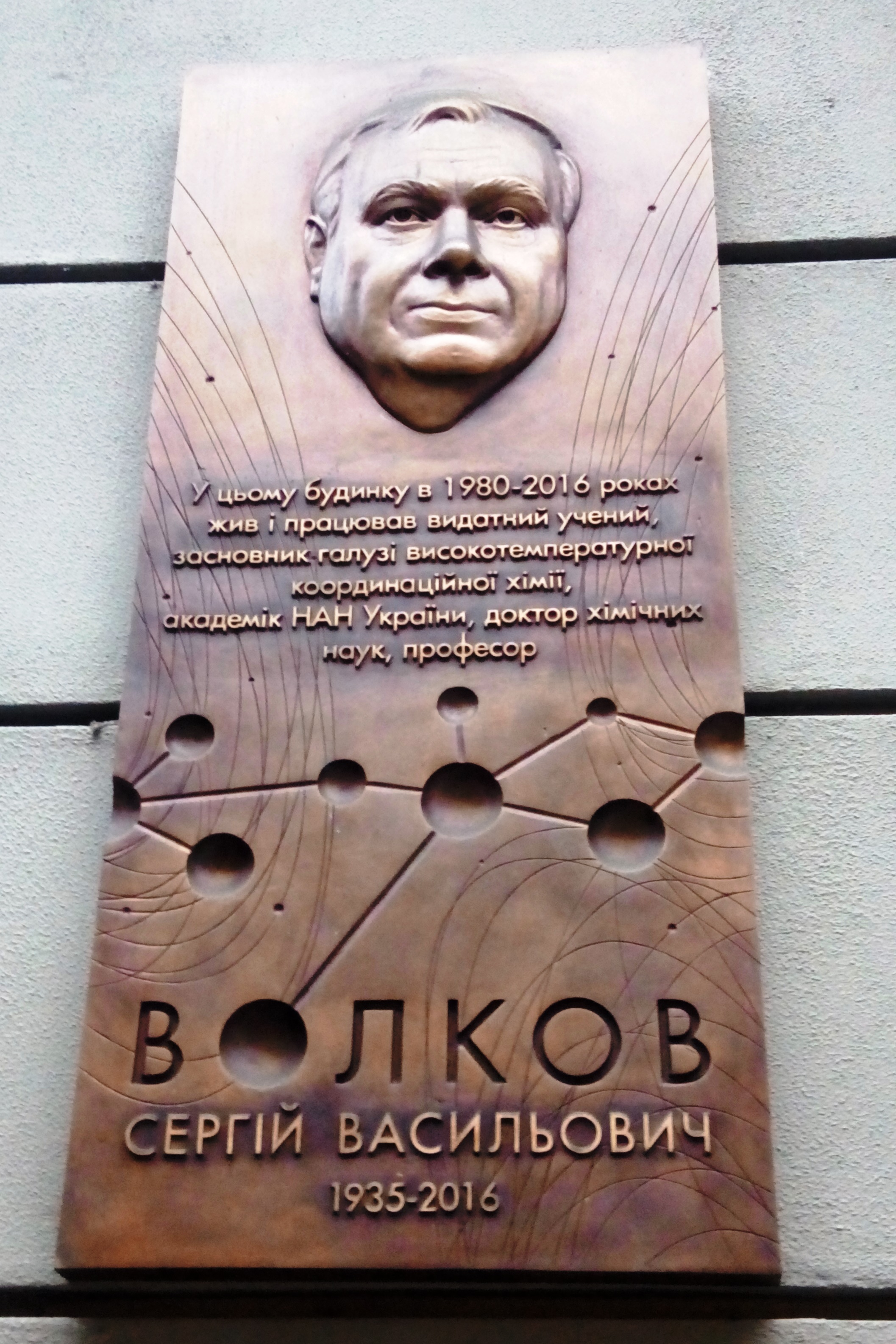
Мемориальная доска Сергею Волкову в Киеве (Пассаж)

Научные интересы — развитие новых подходов в области физико-неорганической химии, гетерогенногетерофазной координационной химии, green-химии и химии метастабильного состояния веществ.
Автор 1 000 научных трудов, в том числе 15 монографий и 80 изобретений. Участвовал в 89 международных и всесоюзных форумах химиков. Воспитанники его научной школы, среди которых 40 докторов и кандидатов наук, плодотворно работают в научных, учебных и промышленных центрах Украины и мира.
Входил в состав Украинской секции IUPAC, Международного электрохимического общества, Международного комитета из расплавов Королевского химического общества Великобритании, Консультативного совета СНГ по проблемам сверхчистых химических веществ, являлся членом редакции журнала «Plasmas & Ions», был соруководителем института (ASI) и рабочих встреч (ARW) NATO, участвовал в работе оргкомитетов многих международных конференций и симпозиумов. Читал лекции в master-школах и высших учебных заведениях за рубежом, руководил выполнением научно-исследовательских проектов по международным программам.
Активную творческую деятельность сочетал с научно-организационной. Был директором Института общей и неорганической химии им. В. И. Вернадского НАН Украины (1992—2016), главным редактором «Украинского химического журнала», председателем Научного совета НАН Украины с проблем неорганической химии, членом Экспертного совета по химии Комитета по Государственных премий Украины в отрасли науки и техники, членом научных советов целевых комплексных программ научных исследований НАН Украины.

## Награды и звания
- Орден князя Ярослава Мудрого IV степени (22 августа 2016 года, посмертно) — за значительный личный вклад в государственное строительство, социально-экономическое, научно-техническое, культурно-образовательное развитие Украины, весомые трудовые достижения и высокий профессионализм[1].
- Орден князя Ярослава Мудрого V степени (9 сентября 2004 года) — за весомый личный вклад в развитие фундаментальных и прикладных исследований в области неорганической химии и электрохимии, создание новейших материалов и технологий и по случаю 75-летия Института общей и неорганической химии имени В. И. Вернадского[2].
- Орден Дружбы (30 апреля 2006 года, Россия) — за большой вклад в укрепление российско-украинских научных связей[3].
- Заслуженный деятель науки и техники Украины (26 ноября 1998 года) — за весомый личный вклад в развитие научных исследований, укрепление научно-технического потенциала Украины и по случаю 80-летия Национальной академии наук Украины[4].
- Государственная премия Украины в области науки и техники (20 декабря 1995 года) —  за цикл научных трудов «Координационная химия в электролитах»[5].
- лауреат именных премий им. Л. А. Чугаева АН СССР, им. Л. В. Писаржевского и им. А. И. Бродского НАН Украины.